# Баклин (Мисури)
Баклин (енгл. Bucklin) град је у америчкој савезној држави Мисури.

## Демографија
По попису из 2010. године број становника је 467, што је 57 (-10,9%) становника мање него 2000. године.
| Група             | 2000.       | 2010.       |
| Белци             | 509 (97,1%) | 456 (97,6%) |
| Афроамериканци    | 0 (0,0%)    | 0 (0,0%)    |
| Азијати           | 0 (0,0%)    | 0 (0,0%)    |
| Хиспаноамериканци | 7 (1,3%)    | 9 (1,9%)    |
| Укупно            | 524         | 467         |